# Końskowola
Końskowola là một làng ở đông nam Ba Lan, nằm giữa Puławy và Lublin, gần Kurów, trên bờ sông Kurówka. INó là thủ phủ của một xã (gmina) trong huyện Puławy của tỉnh Lublin. Dân số: 2.188 người (năm 2004).

## Tên gọi
Końskowola dịch theo nghĩa đen là ý chí ngựa, nhưng trên thực tế tên gọi của nó là do sự ghép lại của Wola - một kiểu làng, và tên gọi người sở hữu nó - Jan z Konina (Jan Koniński, John của Konin). Tên gọi Konińskawola được nhắc tới từ năm 1442.

## Lịch sử
Làng này có lẽ đã được lập ra trong thế kỷ 14, dưới tên gọi Witowska Wola. Tên gọi của nó sau này được đổi thành Konińskawola, tên gọi hiện nay của nó, trong thế kỷ 19.
Ngày 8 tháng 6 năm 1532, nó được coi là một thị trấn. Là một thị trấn khép kín, Końskowola phục vụ trong vai trò trung tâm buôn bán thực phẩm cho cả khu vực xung quanh. Một vài xí nghiệp dệt may cũng đã được đặt tại đây. Nhiều người dân đã di cư từ nơi khác tới; trong số đó có nhiều người đến từ Saxony.
Kẻ từ đó, nó chia sẻ lịch sử chung của cả khu vực. Sau sự chia sẻ Ba Lan lần thứ ba, năm 1795, nó bị sáp nhạp vào Áo. Năm 1809 nó là một phần của Công quốc Warsaw, và chỉ trở thành một phần của Vương quốc Ba Lan năm 1815. Sau cuộc nổi dậy tháng Một, vào năm 1870 thị trấn đã bị mất địa vị cấp thành thị và không bao giờ có lại được nữa. Trong Cách mạng Nga năm 1905, nhiều cuộc biểu tình và bãi công đã được tổ chức tại đây. Kể từ năm 1918, cựu thị trấn này lại là một phần của Ba Lan.
Ngay từ đầu Đại chiến thế giới lần thứ hai, vào ngày 15 tháng 9 năm 1939, Końskowola đã bị quân đội Đức chiếm đóng. Trong tiến trình của cuộc đại chiến này, người Đức đã lập ra tại đây một trại tù binh chiến tranh và các trại để giam giữ lao động nô lệ. Chẳng bao lâu sau, trại tù binh bị đóng cửa, nhưng trại lao động khổ sai vẫn còn tiếp tục hoạt động cho tới năm 1943. Những người lao động kổ sai phải làm việc cho người Đức trong các trang trại và trên các công trường xây dựng đường bộ và đường sắt.
Một ghetto (một kiểu khu tập trung) đã được lập ra trong thị trấn và nhiều nhóm người Do Thái đã bị chuyển tới đây, trong đó có những người Do Thái từ Slovakia. Vào ngày 8 tháng 5 năm 1942, Đức quốc xã đã tiến hành Aktion, trong đó nhiều người Do Thái đã bị vây bắt và chuyển tới trại hủy diệt Sobibór. Vào tháng 10 năm 1942, dân cư của ghetto đã bị loại bỏ hết. Trong vụ thảm sát do tiểu đoàn cảnh sát dự phòng số 101 tiến hành khoảng 800-1.000 người Do Thái, trong số đó có cả trẻ em và phụ nữ, đã bị đưa vào khu rừng gần đó và bị tàn sát. Những người còn lại của ghetto bị đưa sang trại khác.
Vào mùa hè năm 1944, khi Hồng quân Liên Xô sắp tiến tới, người Đức đã có kế hoạch đốt phá thị trấn này. Vào ngày 25 tháng 7 năm 1944, các lực lượng chiếm đóng của người Đức tham gia cuộc chiến với những chiến binh của lực lượng bí mật Armia Krajowa của người Ba Lan, với sự tham gia của các du kích Ba Lan trong tiểu đoàn Chłopskie (tiểu đoàn nông dân). Với sự hỗ trợ của Hồng quân Liên Xô, những người chiến đấu chống phát xít đã thành công trong việc giải phóng khu vực này.

## Du lịch
Trong số các điểm thu hút khách du lịch có nhà thờ Thiên chúa giáo (khôi phục khoảng năm 1670 trong dự án do Tylman van Gameren chỉ huy) với các phần mộ của các dòng họ Opaliński và Lubomirski. Ở đây còn có một nhà thờ Thiên chúa giáo cổ khác, xây dựng năm 1613 theo kiểu kiến trúc "Phục hưng Lublin", mà các kiểu mẫu đẹp nhất của nó là nhà thờ này tại Konskowola và một nhà thờ khác ở Kazimierz Dolny. Ở đây cũng còn các tàn tích của nghĩa địa kiểu Luther.
Końskowola là nơi mất của các nhà thơ Ba Lan như Franciszek Dionizy Kniaźnin và Franciszek Zabłocki.

## Linh tinh
Henryk Sienkiewicz, một tác giả nổi tiếng, người đoạt giải Nobel Văn chương, đã nhắc tới làng này trong tiểu thuyết lịch sử Ogniem i mieczem (Với lửa và kiếm): 

- "(...) Ồ, bia ở làng Końskowola mới tệ làm sao, ông Zagłoba nhận xét (...)"